# Rio Turvo (Piedade - Pilar do Sul, SP)
O rio Turvo é um rio brasileiro do estado de São Paulo. Nasce na localização geográfica latitude: 23º49'50" Sul e longitude: 47º23'25" Oeste, próximo a Piedade, atravessa Tapiraí e Pilar do Sul, junta-se com o rio do Pinhal Grande formando o rio Itapetininga.
Há outros três rios homônimos (rio Turvo) no estado de São Paulo:
- Rio Turvo (São Paulo)
- Rio Turvo (Agudos - Ourinhos, SP)
- Rio Turvo (Cajati - Barra do Turvo, SP)